# Androscoggin River
Der Androscoggin River ist ein Fluss in den Vereinigten Staaten und liegt in den nördlichen Neuenglandstaaten New Hampshire und Maine. Er hat eine Länge von 287 km und entwässert ein Einzugsgebiet von 8936 km². Er mündet auf etwa Meereshöhe in den Kennebec River, bevor dieser zur Merrymeeting Bay des Golfs von Maine abfließt.

## Verlauf
Der Androscoggin River hat seinen Ursprung im Bundesstaat New Hampshire bei Errol im Coos County an der Stelle, an welcher der Magalloway River den natürlichen Abfluss des Umbagog Lakes trifft. Der Fluss nimmt dann einen südlichen Verlauf, umfließt jedoch dabei in vielen Biegungen die Städte Errol, Milan und Berlin.
Er wendet sich dann in der Nähe von Gorham nach Osten und durchschneidet das nördliche Ende der White Mountains. Dann verlässt der Fluss den County und New Hampshire.
Er setzt seinen Lauf nach Osten fort und fließt an Bethel, Rumford und Dixfield vorbei, bevor er bei Livermore Falls nach Süden schwenkt und die Berge hinter sich lässt. Er fließt zwischen den Zwillingsstädten Lewiston und Auburn hindurch, bevor er in südöstlicher Richtung Lisbon Falls passiert. Er erreicht dann die Stadt Brunswick, ab dort ist sein Wasserstand bereits von den Gezeiten beeinflusst. Merrymeeting Bay ist ein aus Süßwasser bestehender etwa 16 km langes Ästuar, in welchem sich Androscoggin River und Kennebec River treffen, etwas über 30 km vom offenen Atlantischen Ozean entfernt.
In Maine fließt er durch die Countys Oxford, Androscoggin – welches nach dem Fluss benannt ist –, sowie Sagadahoc. Hier mündet er in den Kennebec River.

## Hydrologie
Der United States Geological Survey unterhält am Androscoggin River vier Pegel, die alle unmittelbar unterhalb eines oder mehrerer Dämme liegen.
Der erste, am Flusslauf oberste Pegel befindet sich in Errol, New Hampshire. (⊙). Das Einzugsgebiet bis zu dieser Stelle umfasst 2708 km². Die Abflussmenge hier reichte von einem Maximalwert von 467 m³/s bis zum Minimum von 0 m³/s, wenn der Staudamm vollständig absperrt. Die durchschnittliche jährliche Abflussmenge betrug hier zwischen 1905 und 2005 54,3 m³/s.
Die zweite Messstelle befindet sich in der Nähe von Gorham, New Hamspire (⊙) und bezieht sich auf ein Einzugsgebiet von 3523 km². Die Extremwerte hier reichen vom Höchstwert 620 m³/s bis zum niedrigsten Durchfluss von 22,5 m³/s, wenn der Staudamm völlig absperrt. Die durchschnittliche Schüttung an diesem Pegel ist im Jahresdurchschnitt zwischen 1905 und 2005 71 m³/s.
Der dritte Pegel misst die Daten in Rumford, Maine. (⊙) Diese beruhen auf einem Einzugsgebiet von 5354 km². Der historische Durchfluss hier erreicht einen Maximalwert von 2094 m³/s und einen niedrigsten Wert von 18 m³/s. Der langjährige Durchschnitt im Jahresmittel beträgt 108 m³/s.
Die vierte und letzte Messstation in Auburn, Maine (⊙) entspricht einem Einzugsgebiet von 8448 km². Die maximale Abflussmenge betrug hier am 31. März 1998 3820 m³/s, der niedrigste war 9,6 m³/s. Der langjährige Mittelwert ist 175 m³/s.
Der Fluss hat ein Gefälle von acht Fuß pro Meile (etwa 1,5 m/km) und eignet sich deswegen zur wasserwirtschaftlichen Nutzung für anliegenden Industriebetriebe. Er wird deswegen in Lewiston und Auburn zur Erzeugung von Wasserkraft genutzt.

## Wasserqualität
Das Wasser des Androscoggin Rivers war vor Jahren ziemlich stark verschmutzt. Diese Verschmutzung wurde durch die verschiedenen Textilmühlen, Papierfabriken und andere industrielle Betriebe an seinen Ufern verursacht und war mit ein Auslöser für den Clean Water Act. Der Fluss hat vom Umweltschutz und dem Verschwinden bestimmter Industriezweige aus der Region profitiert; trotzdem gibt es immer noch Probleme mit ungeklärten Industrieabwässern und der Belastung durch Quecksilber. An einem etwa 22 km langen Flussabschnitt ist die künstliche Belüftung des Flusses mit Sauerstoff notwendig, damit der Fischbestand nicht erstickt. Umweltschutzgruppen haben eine Klage angestrengt, um die Papierfabriken am Fluss zu zwingen, ihre Abwässer zu klären.

## Fischfang am Fluss
Der Androscoggin River ist ein beliebtes Ziel für Angler. Diese interessieren sich vor allem für den Fang von Fischarten wie Bachsaiblinge, Regenbogenforellen und Bachforellen, aber auch Atlantischer Lachs und Schwarzbarsch. Der Oberlauf des Flusses in der Nähe von Errol, New Hampshire wird insbesondere zum Fliegenfischen von einem treibenden Boot aufgesucht. Die Wassertemperatur steigt im Flussverlauf an und die Hauptfischart am Unterlauf sind Schwarzbarsche.

## Namensvarianten
Im GNIS des USGS sind eine Reihe von Namensvarianten verzeichnet. Zu ihnen gehören:
- Amasagu'nteg
- Amascongan
- Ambrose Coggin
- Ammeriscoggin
- Ammoscoggin
- Amos Coggin
- Amoscommun
- Anasagunticook
- Anconganunticook
- Andrews Coggin
- Andros Coggan
- Andros Coggin
- Androscoggen
- Andrus Coggin
- Aumoughcaugen
- Pescedona
- Ameriscoggin River

## Wichtigste Zuflüsse
Die wichtigsten Zuflüsse des Androscoggin Rivers sind die nachfolgenden, wobei der Ort der Einmündung mit angegeben ist:
| Nr. | Name                       | Uferseite der Einmündung | Einzugsgebiet in km² | Lage               |    |
| --- | -------------------------- | ------------------------ | -------------------- | ------------------ | -- |
| 01  | Magalloway River           | rechts                   |                      | Errol              | NH |
| 02  | Clear Stream               | rechts                   |                      | Errol              | NH |
| 03  | Mollidgewock Brook         | links                    |                      | Errol              | NH |
| 04  | Chickwolnepy Stream        | links                    |                      | Errol              | NH |
| 05  | Dead River (New Hampshire) | rechts                   |                      | Berlin             | NH |
| 06  | Moose Brook                | rechts                   |                      | Gorham             | NH |
| 07  | Moose River                | rechts                   |                      | Gorham             | NH |
| 08  | Peabody River              | rechts                   | 120                  | Gorham             | NH |
| 09  | Wild River                 | rechts                   |                      | Gilead             | ME |
| 10  | Pleasant River             | rechts                   |                      | Bethel             | ME |
| 11  | Alder River                | rechts                   |                      | Bethel             | ME |
| 12  | Sunday River               | links                    | 130                  | Bethel             | ME |
| 13  | Bear River                 | links                    |                      | Newry              | ME |
| 14  | Ellis River                | links                    |                      | Rumford            | ME |
| 15  | Concord River              | rechts                   |                      | Rumford            | ME |
| 16  | Swift River                | links                    | 320                  | Rumford und Mexico | ME |
| 17  | Webb River                 | links                    |                      | Dixfield           | ME |
| 18  | Dead River (Maine)         | links                    |                      | Leeds              | ME |
| 19  | Nezinscot River            | rechts                   |                      | Turner             | ME |
| 20  | Little Androscoggin River  | rechts                   |                      | Auburn             | ME |
| 21  | Sabattus River             | links                    |                      | Lisbon             | ME |
| 22  | Little River               | links                    |                      | Lisbon Falls       | ME |

## Wasserkraftanlagen
Am Flusslauf des Androscoggin River befinden sich zahlreiche Wasserkraftwerke.
Die Wasserkraftanlagen in Abstromrichtung:
| Name               | Leistung in MW | Anzahl Turbinen | Lage     | Betreiber                |
| ------------------ | -------------- | --------------- | -------- | ------------------------ |
| Errol              | 3              | 1               | (⊙)      | Brookfield Renewable     |
| Pontook            | 10,5           | 3               | (⊙)      | Brookfield Renewable     |
| Sawmill            | 3              | 4               | (⊙)      | Brookfield Renewable     |
| Riverside          | 8              | 2               | (⊙)      | Brookfield Renewable     |
| Smith              | 15             | 1               | (⊙)      | Public Service Co of NH  |
| Cross              | 3              | 5               | (⊙)      | Brookfield Renewable     |
| Cascade            | 8              | 3               | (⊙)      | Brookfield Renewable     |
| Gorham             | 5              | 4               | (⊙)      | Brookfield Renewable     |
| Gorham Hydro       | 2,2            | 4               | (⊙)      | Public Service Co of NH  |
| Shelburne          | 4              | 3               | (⊙)      | Brookfield Renewable     |
| Upper Rumford      | 28             | 4               | (⊙)      | Brookfield Renewable     |
| Lower Rumford      | 15             | 2               | (⊙)      | Brookfield Renewable     |
| Riley              | 6,6            | 6               | (⊙)      | Verso Paper Androscoggin |
| Jay                | 3,1            | 6               | (⊙)      | Verso Paper Androscoggin |
| Otis               | 10,2           | 2               | (⊙)      | Verso Paper Androscoggin |
| Livermore          | 9,2            | 9               | (⊙)      | Verso Paper Androscoggin |
| Gulf Island        | 19,2           | 3               | (⊙)      | Brookfield Renewable     |
| Androscoggin 3     | 3,6            | 1               | (⊙)      | Brookfield Renewable     |
| Deer Rips          | 6,5            | 7               | (⊙)      | Brookfield Renewable     |
| Charles E. Monty   | 28,4           | 2               | (⊙)      | Brookfield Renewable     |
| Bates Mill Upper   | 3,9            | 3               | Lewiston |                          |
| Hill Mill          | 1,8            | 6               | Lewiston |                          |
| Upper Androscoggin | 0,4            | 3               | (⊙)      | City of Lewiston         |
| Worumbo            | 19,4           | 2               | (⊙)      | Miller Hydro Group       |
| Pejepscot          | 13,7           | 4               | (⊙)      | Topsham Hydro Partners   |
| Brunswick          | 19,6           | 3               | (⊙)      | Brookfield Renewable     |